# プロステケラエウス
プロステケラエウス（Prostheceraeus）は、エウリレプタ科に属するヒラムシの属の一つ。

## 特徴
体形は細長い楕円形で、ほとんどの種類は縦線が入っている。これは1から2本が黒褐色線となっており、背面を囲むように配置されている。触葉（角のような部分）は黒色で長く、ミドリガイ類とよく似る。

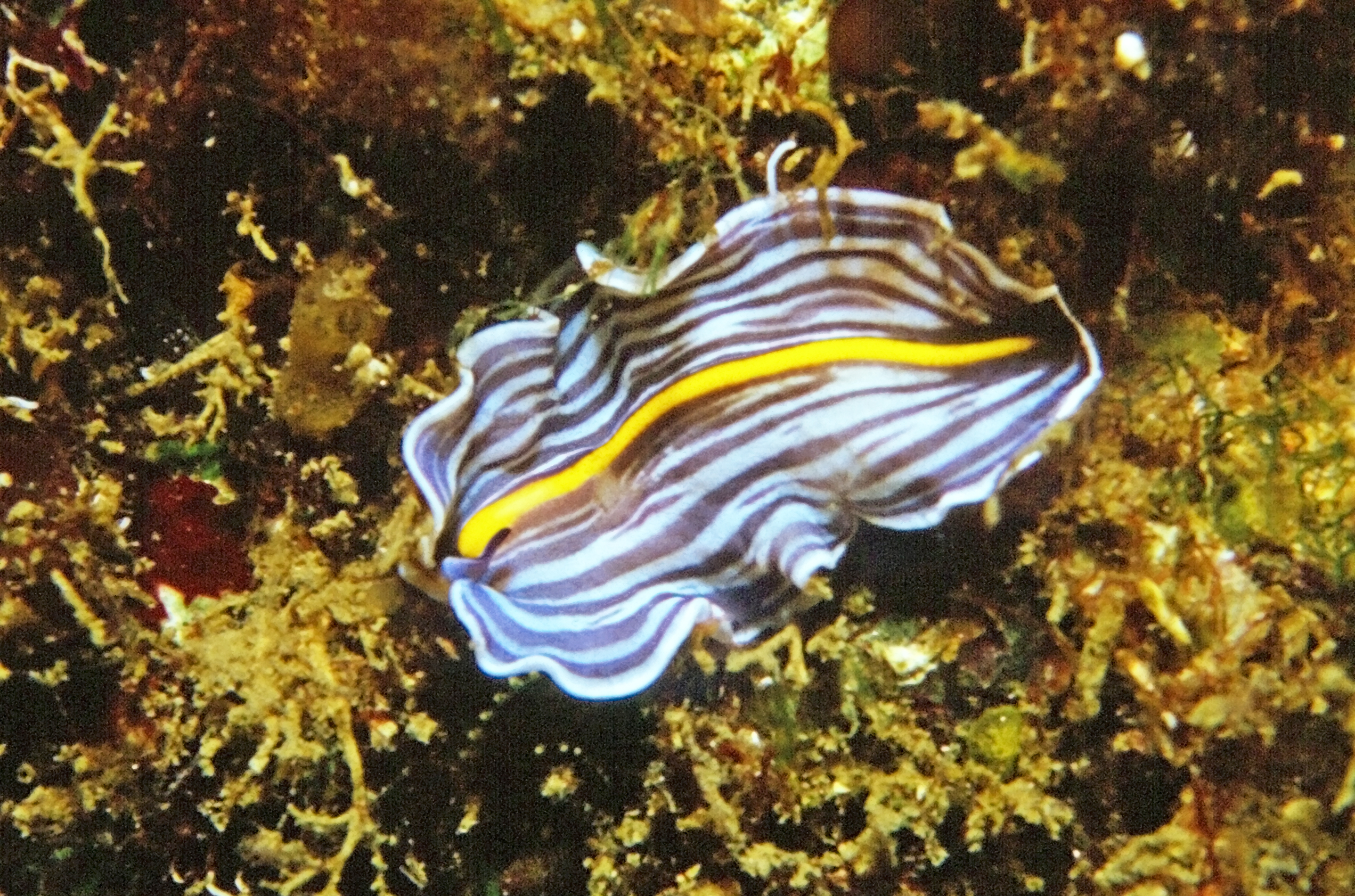

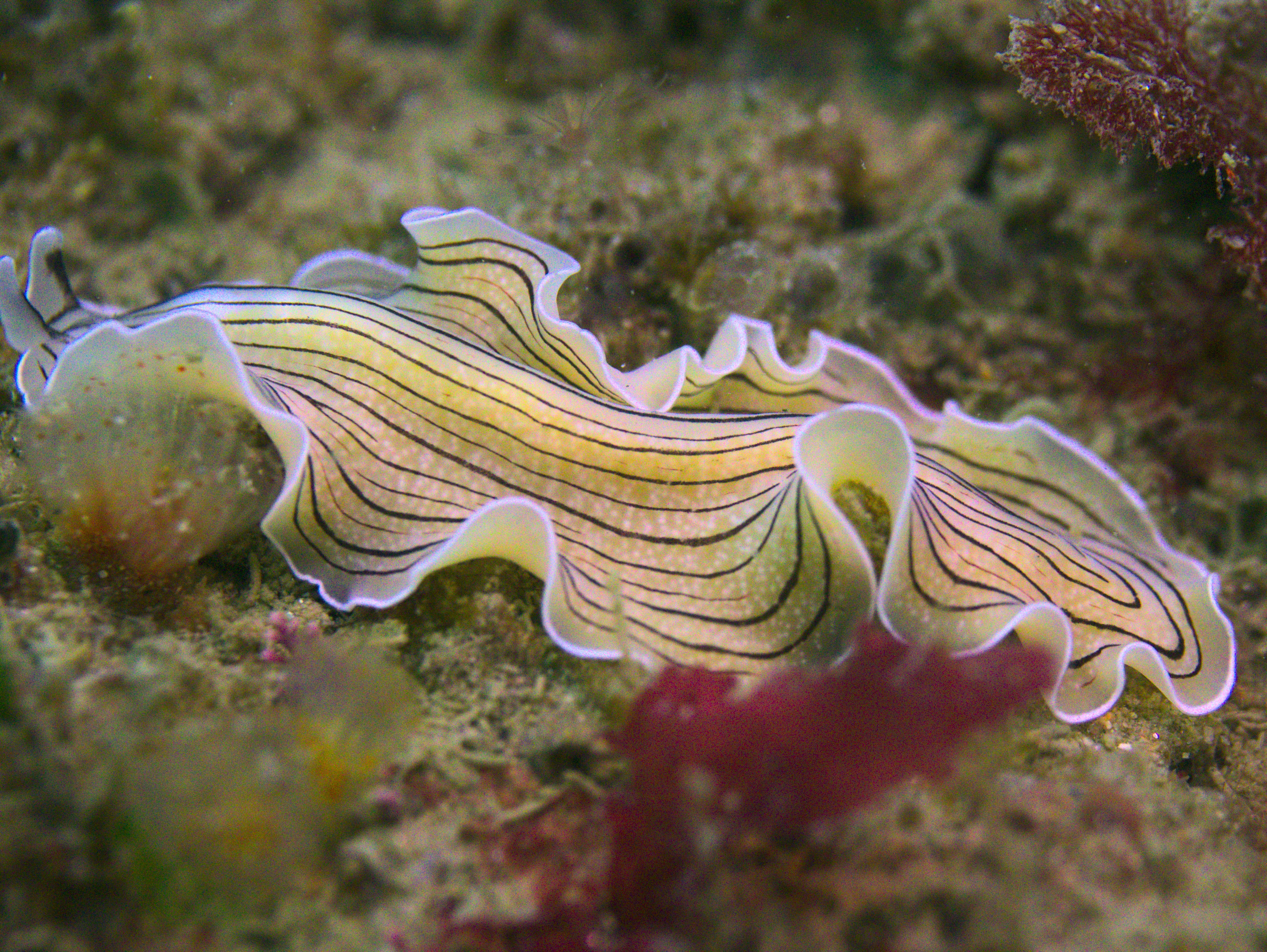
プロステケラエウス・ヴィッタトゥス